# Stormyran (naturreservat)
Stormyran är ett naturreservat i Bodens och Jokkmokks kommuner i Norrbottens län.
Området är naturskyddat sedan 2003 och är 19,9 kvadratkilometer stort. Reservatet omfattar ett myrområde med några tjärnar kring några bäckar. Reservatet består av våtmarker och sumpskogar. 